# Нактонган
Нактонган (на корейски: 낙동강) е най-дългата река в Южна Корея и протича през градовете Тегу и Пусан. Дължината ѝ е 506 km.

## География
Реката води началото си от Източнокорейските планини. Образува се от сливането на реките Чоламчон и Хуангджичон в град Тебек, провинция Кануън-до. Протича през източната част на Южна Корея и на 506 km от изворите си се влива в Японско море чрез естуар. Ширината ѝ е от няколко метра в горното течение до стотици метри в долното. Водосборната ѝ басейн има площ от 23 384 km2.

## История
В долината на река Нактонган са разкрити останки от неолита. От I век териториите по поречието на реката се обитават от пламенния съюз Пьонхан. По време на Трицарствието племенният съюз Гая контролира долината. През 562 г. е превзета от царството Шила. Реката се използва за корабоплаване и търговия с оръжие и военно облекло със съседните държави, включително и Япония. През следващите векове реката продължава да се използва за пренасяне на пресни морски дарове към вътрешността. Развива се град Андон, защото транспортирането на риба става до него, след това тя започва да се разваля.
По време на Корейската война, в началото на август 1950 г. силите на ООН създават отбранителна линия по река Нактонган – от Чинджу на север до 30 km северно от Тег.

## Екология
По поречието на река Нактонган има множество влажни зони, от които по-значими са резервата Джонам, край град Чангвон и рамсарското място около Чханьон, провинция Кьонсан-Намдо. Поради застрояване състоянието им е застрашено, но са местообитания на голям брой редки и застрашени видове, най-вече птици – Anas formosa и Grus vipio, риби и растения. Естуарът на реката е с важно значение за водолюбивите птици. Отрицателни ефекти оказват разширяването на пристанището на Бусан, изграждането на голям мост и проект за изграждане на голям плавателен канал.
Водите на реката се използват за напояване и водоснабдяване. Реката се замърсява предимно от селското стопанство.
На 14 март и на 22 април 1991 г. от компанията Doosan Electronics изтичат над 30 тона фенол в реката, който достига до съоръженията за пречистване за питейна вода в Тегу. Това налага водата да бъде обработвана с хлор, за да се образува хлорофенол и по този начин да се пречисти. При първото замърсяване изтичат 30 тона фенол, като количеството на фенол в питейната вода превишава 22 пъти максимално допустимата концентрация според законодателството на Южна Корея и 110 пъти превишаване на нормата според Световната здравна организация. За кратко се преустановява използването на хлор и за прочистването на водата се употребяват активен въглен, озон и хлорен диоксид. Арестувани са седем служители от Департамента по околна среда в Тегу и шестима от Doosan Electronics. Компанията е затворена за 30 дни, но поради факта, че деянието не е умишлено 20 дни по-късно възобновява работният си процес. При втория инцидент на 22 април 1991 г. ръководителят на компанията, министъра на околната среда на Южна Корея и неговият заместник са отстранени от постовете си. Doosan Electronics е затворена за 64 дни, а при разследването се установява, че е имало изтичане на фенол и преди това, но случаите са прикривани.